# 穆罕默德六世大桥
穆罕默德六世大桥（阿拉伯语：‎），原名布里格里格河谷斜拉桥，是摩洛哥的一座高速公路斜拉桥，跨越拉巴特附近的布賴格賴格河谷，于2016年7月7日正式竣工通车，摩洛哥国王穆罕默德六世亲自为大桥通车剪彩，并以自己的名字命名该桥。
大桥的建筑特点是它拥有两个200米高的拱形桥塔，象征着大桥所连接的拉巴特和塞拉两座城市大门，寓意“胜利之门”、“理想之门”，被当地人称为“梦想之桥”。桥面由两组共20对平行多股斜拉索支撑。大桥是全长41.5（25.8英里）的拉巴特環城高速公路上的重要路段，建成后有效缓解了首都西郊海里亚德（Hay Riad）地区的交通拥堵状况。

## 设计
该桥由中国中铁大桥勘测设计院和法国伊吉斯设计院联合设计，并由中国中铁大桥局集团采用中国标准施工建设，是摩洛哥及非洲大陆开工建设的第一座现代化斜拉桥，也是目前非洲已建成主跨最长的斜拉桥。大桥全长952（3,123英尺），桥面总宽30.4（99.7英尺），主桥采用叠合梁斜拉桥，长742（2,434英尺），跨径布置为：183+376+183米；主塔采用四肢分离式空间曲线型混凝土结构；主梁采用边主梁结构，混凝土边主梁之间通过钢横梁连接，钢横梁上安装预制混凝土桥面板，主塔墩采用扩大基础，引桥为5跨40米预制T梁结构。
桥塔两侧共设斜拉索160根，平均长度127（417英尺）。全桥共使用钢筋1.2万吨、混凝土59,550立方米、钢横梁和钢锚箱3,000吨、钢绞线142万米。